# Elfriede Marmann-Kunz
Elfriede Marmann-Kunz (* 30. Mai 1952 in Wittlich; † 28. Januar 2025) war eine deutsche Politikerin (SPD).

## Leben und Beruf
Marmann-Kunz besuchte von 1959 bis 1967 die Volksschule in Wittlich. Anschließend machte sie eine Lehre zur Notarfachangestellten und  arbeitete anschließend in diesem Beruf. Sie war verheiratet und hat ein Kind.

## Politik
Im Jahr 1973 trat Marmann-Kunz in die SPD ein. Von 1989 bis 1999 war sie Stadträtin in Wittlich, 1999 wurde sie ehrenamtliche Beigeordnete der Stadt. Auch bei der Stadtratswahl 2009 wurde sie gewählt und wurde Beigeordnete der Stadt Wittlich.
Marmann-Kunz wurde am 28. April 2010 während der laufenden 15. Wahlperiode als Nachrückerin Mitglied des Landtags von Rheinland-Pfalz. Sie war Nachfolgerin des anlässlich seiner Wahl zum Bürgerbeauftragten des Landes Rheinland-Pfalz ausscheidenden Abgeordneten Dieter Burgard. Für die Landtagswahl im März 2011 stellte Marmann-Kunz sich aus persönlichen Gründen nicht zur Verfügung.